# Archostemata
Archostemata er en underorden af biller, som ikke indeholder mange arter. I Europa findes kun én art, der ikke forekommer i Danmark.
| bille | Spire Denne artikel om insekter er en spire som bør udbygges. Du er velkommen til at hjælpe Wikipedia ved at udvide den. |